# Jan Sobieski (ok. 1518–1564)
Jan Sobieski (ur. ok. 1518, zm. 1564) – rotmistrz jazdy, syn Sebastiana Sobieskiego i Barbary Giełczewskiej.

## Życiorys
W czerwcu 1537 Jan został przydzielony do chorągwi jazdy obrony potocznej. Od 1540 walczył w armii hetmana polnego koronnego Mikołaja Sieniawskiego. W 1542 walczył z Tatarami w okolicach Owrucza i Chmielnika. W 1544 brał udział w pościgu za wojskiem tatarskim, które pokonał pod zamkiem Bałakława. W 1548 porzucił karierę wojskową i zajął się gospodarstwem. W 1552 ze względu na zagrożenie mołdawskie powrócił do armii. W 1557 walczył z Tatarami w okolicy Międzyboża, Baru i Chmielnika na Podolu. W 1564 wspierał armię litewską w walkach z carem Rosji Iwanem IV Groźnym.
Pod koniec życia przeszedł na kalwinizm.
Około 1548 Jan Sobieski ożenił się z Katarzyną Gdeszyńską, z którą doczekał się czworga dzieci:
- Marka – chorążego wielkiego koronnego,
- Mikołaja,
- Sebastiana – chorążego nadwornego koronnego,
- Anny – żony Remigiana Wojakowskiego.